# Atlas Vending
Atlas Vending — четвёртый студийный альбом канадской панк-рок-группы METZ. Он был выпущен 9 октября 2020 года на лейбле Sub Pop Records. Продюсированием занимались Бен Гринберг и METZ.

## Отзывы
| Совокупная оценка    | Совокупная оценка |
| Источник             | Оценка            |
| -------------------- | ----------------- |
| AnyDecentMusic?      | 7.6/10            |
| Metacritic           | 80/100            |
| Оценки критиков      |                   |
| Источник             | Оценка            |
| AllMusic             | [ 3 ]             |
| Beats Per Minute     | 77%               |
| DIY                  | [ 5 ]             |
| Gigwise              | [ 6 ]             |
| Kerrang!             | 4/5               |
| The Line of Best Fit | 7/10              |
| Loud and Quiet       | 8/10              |
| Pitchfork            | 6.4/10            |
| Spectrum Culture     | (71%)             |
| Under the Radar      | [ 12 ]            |

Atlas Vending получил в целом благоприятные отзывы от музыкальных критиков. На сайте Metacritic, который присваивает нормализованный рейтинг из 100 баллов рецензиям мейнстримных изданий, альбом получил средний балл 80 на основе двенадцати рецензий, что сайт классифицировал как «всеобщее признание». Агрегатор AnyDecentMusic? оценил альбом в 7,6 баллов из 10 на основе четырнадцати рецензий. Марк Деминг на сайте AllMusic написал, что на четвёртом полноформатнике Atlas Vending группа достигла «почти чудесного уровня технического мастерства. METZ предпочли усовершенствовать свои песни и аранжировки, а не суетиться над своим мастерством, которое по-прежнему находится на уровне большинства ветеранских прог-рок групп, хотя и применяется совсем по-другому. Сказать, что Atlas Vending — их самый мелодичный альбом на сегодняшний день, было бы неверно, поскольку музыка все ещё соединяется, как неожиданный удар. Однако в этом альбоме больше изящества, чем во всем, что METZ делали до сих пор. Спродюсированный и записанный с мастерством, которое тем более эффективно благодаря нежеланию вмешиваться в игру группы, Atlas Vending — это ослепительная демонстрация формы и содержания, которая показывает слушателям, как математический рок может быть эффективно использован в качестве оружия».

## Список треков
Слова и музыка всех песен — Alex Edkins, Chris Slorach и Hayden Menzies.
| №                   | Название                      | Длительность |
| ------------------- | ----------------------------- | ------------ |
| 1.                  | «Pulse»                       | 4:21         |
| 2.                  | «Blind Youth Industrial Park» | 3:01         |
| 3.                  | «The Mirror»                  | 5:02         |
| 4.                  | «No Ceiling»                  | 1:36         |
| 5.                  | «Hail Taxi»                   | 4:31         |
| 6.                  | «Draw Us In»                  | 3:56         |
| 7.                  | «Sugar Pill»                  | 2:55         |
| 8.                  | «Framed by the Comet's Tail»  | 4:52         |
| 9.                  | «Parasite»                    | 2:24         |
| 10.                 | «A Boat to Drown In»          | 7:39         |
| Общая длительность: | Общая длительность:           | 40:17        |

## Чарты
| Чарт (2020)                                  | Высшая позиция |
| -------------------------------------------- | -------------- |
| Великобритания (UK Independent Albums Chart) | 32             |
| США (Billboard Top Album Sales)              | 69             |
| США (Current Album Sales, Billboard)         | 38             |